# میشل یئو
یئو چو کنگ (چینی: 杨紫琼؛ زادهٔ ۶ اوت ۱۹۶۲)  مشهور به میشل یئو (انگلیسی: Michelle Yeoh)، بازیگر مالزیایی است. او که در فیلم‌های نخستش با نام میشل خان شناخته می‌شد، در دههٔ ۱۹۹۰ در فیلم‌های اکشن هنگ‌کنگ به شهرت رسید و بیشتر برای نقش‌هایش در فیلم جیمز باند فردا هرگز نمی‌میرد (۱۹۹۷) و فیلم هنرهای رزمی ببر خیزان، اژدهای پنهان (۲۰۰۰) شناخته شده‌است. او برای نقش اصلی‌اش در فیلم علمی تخیلی همه‌چیز همه‌جا به یکباره (۲۰۲۲) برندهٔ جایزهٔ گلدن گلوب و اسکار شد.
یئو در ۲۰ سالگی برنده مسابقه دوشیزه مالزی در سال ۱۹۸۳ شد. او بعداً در اوایل دهه ۱۹۹۰ پس از بازی در یک سری از فیلم‌های اکشن هنگ‌کنگ که در آن بدلکاری‌های خودش را انجام داد، مانند بله، بانو (۱۹۸۵)، داستان پلیس ۳: ابر پلیس (۱۹۹۲) و سلاح مقدس (۱۹۹۳) به شهرت رسید.
یئو در بسیاری از فیلم‌های انگلیسی، ماندارین و کانتونی ظاهر شده‌است. از دیگر آثار او می‌توان به خاطرات یک گیشا (۲۰۰۵)، حکمرانی ظالمان (۲۰۱۰)، پاندای کونگ‌فوکار ۲ (۲۰۱۱)، ببر خیزان، اژدهای پنهان: شمشیر سرنوشت (۲۰۱۶)، و بانو (۲۰۱۱) اشاره کرد که در آن آنگ سان سو چی را به تصویر کشید. در سال ۲۰۱۸، او در فیلم کمدی-درام رمانتیک آمریکایی، آسیایی‌های خرپول بازی کرد، که برای آن نامزدی جایزه انجمن بازیگران فیلم برای گروه بازیگران برجسته در یک فیلم سینمایی را دریافت کرد. او همچنین در فیلم ۲۰۱۸ استاد زد: میراث ایپ من و فیلم کریسمس پیشین در سال ۲۰۱۹ همبازی بوده‌است. یئو به عنوان شخصیت اصلی یانگ نان در فیلم شانگ چی و افسانه ده حلقه (۲۰۲۱) در دنیای سینمایی مارول انتخاب شد. او برای نقش اصلی‌اش در فیلم علمی تخیلی همه‌چیز همه‌جا به یکباره (۲۰۲۲) برندهٔ جایزهٔ گلدن گلوب و اسکار شد.
در تلویزیون، یئو به خاطر بازی در مجموعه پیشتازان فضا در نقش فیلیپا جورجیو در سریال پارامونت پلاس از سال ۲۰۱۷ تا ۲۰۲۰ شناخته می‌شود. وب سایت نقد و بررسی فیلم راتن تومیتوز او را به عنوان بهترین قهرمان اکشن تمام دوران در سال ۲۰۰۸ معرفی کرد. در سال ۱۹۹۷، او توسط پیپل به عنوان یکی از «۵۰ زیباترین افراد جهان» انتخاب شد و در سال ۲۰۰۹ همان مجله او را به عنوان یکی از «۳۵ زیباترین‌های صفحه نمایش تمام دوران» معرفی کرد.

## اوایل زندگی و تحصیلات
یئو در ۶ اوت ۱۹۶۲ در ایپوه، پراک، در یک خانواده محلی چینی مالزیایی از هوکین و اجداد کانتونی به دنیا آمد. پدر و مادر او جانت یئو و یئو کیان-تیک (درگذشته در ۵ نوامبر ۲۰۱۴)، یک وکیل و سیاستمدار، و همچنین مردی که در سرویس اتوبوس اکسپرس محبوب، سری ماجو قرار دارد، هستند.
یئو از سنین پایین به رقص علاقه داشت و از سن چهار سالگی باله را شروع کرد. او به عنوان دانش آموز ابتدایی در کانونت اصلی، یک مدرسه متوسطه دخترانه در ایپوه تحصیل کرد. در سن ۱۵ سالگی به همراه والدینش به انگلستان نقل مکان کرد و در یک مدرسه شبانه‌روزی ثبت نام کرد. یئو بعدها در آکادمی سلطنتی رقص بریتانیا در لندن در رشته باله تحصیل کرد. با این حال، آسیب نخاعی مانع از تبدیل شدن او به یک رقصنده حرفه ای باله شد و او توجه خود را به رقص و هنرهای دیگر معطوف کرد. او بعداً مدرک لیسانس خود را در هنرهای خلاقانه با یک رشته درام دریافت کرد.

## فیلم‌شناسی

### فیلم
| سال  | عنوان                                 | نقش                                   | یادداشت‌ها                                |
| ---- | ------------------------------------- | ------------------------------------- | ---------------------------------------- |
| ۱۹۸۴ | جغد در مقابل بامبو                    | خانم یونگ                             |                                          |
| ۱۹۸۵ | چشمک بزنید، چشمک بزنید، ستاره‌های شانس | مربی جودو                             | حضور افتخاری                             |
| ۱۹۸۵ | بله، بانو                             | بازرس نگ                              |                                          |
| ۱۹۸۶ | جنگجویان سلطنتی                       | بازرس میشل ییپ                        |                                          |
| ۱۹۸۷ | جنگ‌جویان بزرگ                         | فوک مینگ مینگ                         |                                          |
| ۱۹۸۷ | پول مفت                               | میشل یونگ لینگ (نینگ)                 |                                          |
| ۱۹۹۲ | داستان پلیس ۳: ابر پلیس               | بازرس «جسیکا» یانگ چین هوآ            |                                          |
| ۱۹۹۳ | قهرمان سه‌گانه                         | چینگ / زن نامرئی / شماره ۳            |                                          |
| ۱۹۹۳ | پروانه و شمشیر                        | لیدی کو                               |                                          |
| ۱۹۹۳ | اعدام‌کنندگان                          | چینگ / سان / کارول                    |                                          |
| ۱۹۹۳ | سلاح مقدس                             | چینگ سی / به سرهنگ چینگ               |                                          |
| ۱۹۹۳ | ابرپلیس ۲                             | بازرس «جسیکا» یانگ چین هوآ            |                                          |
| ۱۹۹۳ | استاد تای چی                          | سیو لین / کیو زو                      |                                          |
| ۱۹۹۴ | شائولین پوپی ۲ - معبد آشفته           | آه کینگ                               |                                          |
| ۱۹۹۴ | شگفتی هفت                             | فونگ یانگ                             |                                          |
| ۱۹۹۴ | وینگ چون                              | ییم وینگ-چون                          |                                          |
| ۱۹۹۶ | بدلکار زن                             | آه کام                                |                                          |
| ۱۹۹۷ | خواهران سونگ                          | سونگ آی لینگ، با نام مستعار خانم کونگ |                                          |
| ۱۹۹۷ | فردا هرگز نمی‌میرد                     | وای لین                               |                                          |
| ۱۹۹۹ | افسانه ماه و ستاره                    | سیس میشل                              |                                          |
| ۲۰۰۰ | ببر خیزان، اژدهای پنهان               | یو شو لین                             |                                          |
| ۲۰۰۲ | تماس                                  | پاک یین فی                            |                                          |
| ۲۰۰۴ | شاهین نقره‌ای                          | لولو وانگ / شاهین نقره ای             | همچنین تهیه‌کننده                         |
| ۲۰۰۵ | خاطرات یک گیشا                        | مامه‌ها                                |                                          |
| ۲۰۰۶ | بی‌باک                                 | خانم یانگ                             | فقط برش کارگردان                         |
| ۲۰۰۷ | آفتاب                                 | کورازون                               |                                          |
| ۲۰۰۷ | شمال دور                              | سایوا                                 |                                          |
| ۲۰۰۸ | فرزندان هوانگشی                       | خانم وانگ                             |                                          |
| ۲۰۰۸ | بابلیون ای.دی                         | خواهر ربکا                            |                                          |
| ۲۰۰۸ | مقبره امپراتور اژدها                  | زی یوان                               |                                          |
| ۲۰۱۰ | افسانه واقعی                          | خواهر یو                              |                                          |
| ۲۰۱۰ | حکمرانی ظالمان                        | زنگ جینگ/ ژو یو (دریزل)               |                                          |
| ۲۰۱۱ | پاندای کونگ‌فوکار ۲                    | سوث سیر                               | صدا                                      |
| ۲۰۱۱ | بانو                                  | آنگ سان سو چی                         | فیلم بیوگرافی در مورد برندگان جایزه نوبل |
| ۲۰۱۳ | دستورالعمل نهایی                      | جولیا لی                              |                                          |
| ۲۰۱۶ | ببر خیزان، اژدهای پنهان: شمشیر سرنوشت | یو شو لین                             |                                          |
| ۲۰۱۶ | مکانیک: رستاخیز                       | می                                    |                                          |
| ۲۰۱۶ | مورگان                                | دکتر لوی چنگ                          |                                          |
| ۲۰۱۷ | نگهبانان کهکشان بخش ۲                 | آلتا اوگورد                           | حضور افتخاری                             |
| ۲۰۱۸ | آسیایی‌های خرپول                       | النور یانگ                            |                                          |
| ۲۰۱۸ | استاد زد: میراث ایپ من                | تسو نگان کوان                         |                                          |
| ۲۰۱۹ | کریسمس پیشین                          | بابانوئل / هوانگ چینگ شین             | [ ۱۲ ]                                   |
| ۲۰۲۱ | رتبه رئیس                             | دای فنگ                               | [ ۱۳ ]                                   |
| ۲۰۲۱ | میلک شیک باروتی                       | فلورانس                               | [ ۱۴ ]                                   |
| ۲۰۲۱ | شانگ چی و افسانه ده حلقه              | یینگ نان                              | [ ۱۵ ]                                   |
| ۲۰۲۲ | همه‌چیز همه‌جا ناگهان                   | اولین وانگ                            | همچنین تهیه‌کننده اجرایی                  |
| ۲۰۲۲ | مینیون‌ها: ظهور گرو                    | استاد چاو                             | صداپیشه                                  |
| ۲۰۲۲ | پنجه‌های خشم: افسانه هنک               | یوکی                                  | صداپیشه                                  |
| ۲۰۲۲ | مدرسه خیر و شر                        | پروفسور اما آنمون                     |                                          |
| ۲۰۲۳ | تبدیل‌شوندگان: ظهور جانوران            | ایرازور                               | صداپیشه                                  |
| ۲۰۲۳ | یک جن‌زدگی در ونیز                     | جویس راینولدز                         | [ ۱۷ ]                                   |
| ۲۰۲۴ | آواتار ۳                              | دکتر کارینا موگو                      | پس‌تولید                                  |
| ۲۰۲۴ | شرور: قسمت اول                        | مادام موریبل                          | فیلم‌برداری                               |
| ۲۰۲۴ | شاگرد ببر                             | خانم لی                               | صداپیشه؛ پیش‌تولید                        |
| ۲۰۲۵ | شرور: قسمت دوم                        | مادام موریبل                          | فیلم‌برداری                               |
| ۲۰۲۶ | آواتار ۴                              | دکتر کارینا موگو                      | فیلم‌برداری                               |

| Not yet released | به آثاری اشاره دارد که هنوز منتشر نشده‌اند |

### تلویزیون
| سال       | عنوان                 | نقش                                          | یادداشت‌ها                |
| --------- | --------------------- | -------------------------------------------- | ------------------------ |
| ۲۰۱۵      | استرایک بک: میراث     | می فاستر / سرهنگ دوم هان لی نا               | نقش تکرارشونده (۹ قسمت)  |
| ۲۰۱۶      | مارکو پولو            | لوتوس                                        | فصل ۲ (۷ قسمت)           |
| ۲۰۱۷–۲۰۲۰ | پیشتازان فضا: کشف     | کاپیتان فیلیپا جورجیو/امپراتور فیلیپا جورجیو | نقش تکرارشونده (۱۶ قسمت) |
| ۲۰۱۸      | پیشتازان فضا: کوتاه   | ستوان فیلیپا جورجیو                          | قسمت: «روشن‌ترین ستاره»   |
| ۲۰۲۲      | ویچر: منشأ خون        | اسکیان                                       | [ ۲۱ ]                   |
| ۲۰۲۳      | آرک: مجموعه پویانمایی | می-یین لی                                    | صداپیشه                  |
| ۲۰۲۳      | چینی متولد آمریکا     | گوانین                                       | پس‌تولید                  |

### مستند
| سال  | عنوان                  | یادداشت‌ها        |
| ---- | ---------------------- | ---------------- |
| ۲۰۰۸ | کوه بنفش               |                  |
| ۲۰۱۲ | پد یاترا: یک ادیسه سبز | تهیه‌کننده اجرایی |

### بازی‌های ویدیویی
| سال  | عنوان                   | نقش             | یادداشت‌ها |
| ---- | ----------------------- | --------------- | --------- |
| ۲۰۰۳ | ببر خیزان، اژدهای پنهان | یو شو لین (صدا) |           |
| ۲۰۰۸ | مقبره امپراتور اژدها    | زی یوان (صدا)   |           |

## جوایز و نامزدی‌ها
| سال  | اتحادیه                                     | رده                                                       | اثر                      | نتیجه     | منبع          |
| ---- | ------------------------------------------- | --------------------------------------------------------- | ------------------------ | --------- | ------------- |
| ۱۹۸۶ | جایزه فیلم هنگ کنگ                          | بهترین بازیگر جدید                                        | بله، بانو                | نامزدشده  |               |
| ۱۹۹۸ | جایزه سینمایی و تلویزیونی ام‌تی‌وی            | بهترین مبارزه                                             | فردا هرگز نمی‌میرد        | نامزدشده  |               |
| ۱۹۹۸ | جایزه فیلم هنگ کنگ                          | بهترین بازیگر نقش مکمل زن                                 | خواهران سونگ             | نامزدشده  |               |
| ۲۰۰۱ | جوایز فیلم بفتا                             | بهترین بازیگر نقش اول زن                                  | ببر خیزان، اژدهای پنهان  | نامزدشده  | [ ۲۴ ]        |
| ۲۰۰۱ | جوایز سرگرمی بلاک‌باستر                      | تیم اکشن مورد علاقه                                       | ببر خیزان، اژدهای پنهان  | نامزدشده  |               |
| ۲۰۰۱ | جوایز کلترودیس                              | بهترین بازیگر زن                                          | ببر خیزان، اژدهای پنهان  | نامزدشده  |               |
| ۲۰۰۱ | جشنواره و جوایز فیلم اسب طلایی              | بهترین بازیگر زن                                          | ببر خیزان، اژدهای پنهان  | نامزدشده  |               |
| ۲۰۰۱ | جایزه فیلم هنگ کنگ                          | بهترین بازیگر زن                                          | ببر خیزان، اژدهای پنهان  | نامزدشده  |               |
| ۲۰۰۱ | جوایز ساترن                                 | بهترین بازیگر نقش اول زن                                  | ببر خیزان، اژدهای پنهان  | نامزدشده  |               |
| ۲۰۰۱ | جوایز برگزیده نوجوانان                      | مبارزه فیلم منتخب                                         | ببر خیزان، اژدهای پنهان  | نامزدشده  |               |
| ۲۰۰۱ | انجمن منتقدان فیلم تورنتو                   | بهترین بازیگر زن                                          | ببر خیزان، اژدهای پنهان  | دوم شد    |               |
| ۲۰۰۱ | حلقه منتقدان فیلم ونکوور                    | بهترین بازیگر زن                                          | ببر خیزان، اژدهای پنهان  | نامزدشده  |               |
| ۲۰۱۱ | جوایز هوادینگ                               | بهترین بازیگر زن در یک فیلم سینمایی                       | افسانه واقعی             | نامزدشده  |               |
| ۲۰۱۱ | جوایز فیلم آسیایی                           | بهترین بازیگر زن                                          | حکمرانی ظالمان           | نامزدشده  |               |
| ۲۰۱۱ | جایزه خوابیائو                              | بازیگر زن برجسته در خارج از کشور                          | حکمرانی ظالمان           | نامزدشده  |               |
| ۲۰۱۲ | جایزه ستلایت                                | بهترین بازیگر زن در یک فیلم سینمایی                       | بانو                     | نامزدشده  |               |
| ۲۰۱۸ | جوایز ساترن                                 | بهترین نقش اول مهمان در تلویزیون                          | پیشتازان فضا: کشف        | نامزدشده  | [ ۲۵ ]        |
| ۲۰۱۸ | جوایز انجمن منتقدان فیلم وسترن بزرگ نیویورک | بهترین بازیگر نقش مکمل زن                                 | آسیایی‌های خرپول          | نامزدشده  |               |
| ۲۰۱۸ | هیئت ملی بازبینی فیلم                       | بهترین گروه بازیگران                                      | آسیایی‌های خرپول          | برنده     | [ ۲۶ ]        |
| ۲۰۱۹ | جوایز فیلم‌های ای‌ای‌آرپی برای بزرگسالان       | بهترین بازیگر نقش مکمل زن                                 | آسیایی‌های خرپول          | نامزدشده  | [ ۲۷ ]        |
| ۲۰۱۹ | جوایز دوریان                                | اجرای فیلم سال – بازیگر نقش مکمل زن                       | آسیایی‌های خرپول          | نامزدشده  |               |
| ۲۰۱۹ | جوایز انجمن بازیگران فیلم                   | گروه بازیگران برجسته در یک فیلم سینمایی                   | آسیایی‌های خرپول          | نامزدشده  | [ ۲۸ ]        |
| ۲۰۲۲ | جایزه برتر گزینش منتقدان                    | بهترین بازیگر زن فیلم ابرقهرمانی                          | شانگ چی و افسانه ده حلقه | نامزدشده  | [ ۲۹ ] [ ۳۰ ] |
| ۲۰۲۲ | انجمن منتقدان فیلم بوستون                   | بهترین بازیگر زن                                          | همه‌چیز همه‌جا به یکباره   | برنده     | [ ۳۱ ]        |
| ۲۰۲۲ | انجمن منتقدان فیلم شیکاگو                   | بهترین بازیگر زن                                          | همه‌چیز همه‌جا به یکباره   | نامزدشده  | [ ۳۲ ]        |
| ۲۰۲۲ | انجمن منتقدان فیلم دالاس‌فورت وورث           | بهترین بازیگر زن                                          | همه‌چیز همه‌جا به یکباره   | دوم شد    | [ ۳۳ ]        |
| ۲۰۲۲ | حلقه منتقدان فیلم دوبلین                    | بهترین بازیگر زن                                          | همه‌چیز همه‌جا به یکباره   | برنده     | [ ۳۴ ]        |
| ۲۰۲۲ | حلقه منتقدان فیلم فلوریدا                   | بهترین بازیگر زن                                          | همه‌چیز همه‌جا به یکباره   | نامزدشده  | [ ۳۵ ]        |
| ۲۰۲۲ | حلقه منتقدان فیلم فلوریدا                   | بهترین گروه بازیگران                                      | همه‌چیز همه‌جا به یکباره   | برنده     | [ ۳۵ ]        |
| ۲۰۲۲ | جوایز گاتهام                                | عملکرد نقش اصلی برجسته                                    | همه‌چیز همه‌جا به یکباره   | نامزدشده  | [ ۳۶ ]        |
| ۲۰۲۲ | انجمن منتقدان فیلم وسترن بزرگ نیویورک       | بهترین بازیگر زن                                          | همه‌چیز همه‌جا به یکباره   | برنده     | [ ۳۷ ]        |
| ۲۰۲۲ | جوایز فیلم میان‌فصل انجمن منتقدان هالیوود    | بهترین بازیگر زن                                          | همه‌چیز همه‌جا به یکباره   | برنده     | [ ۳۸ ]        |
| ۲۰۲۲ | انجمن روزنامه‌نگاران فیلم ایندیانا           | عملکرد نقش اصلی برجسته                                    | همه‌چیز همه‌جا به یکباره   | دوم شد    | [ ۳۹ ]        |
| ۲۰۲۲ | انجمن روزنامه‌نگاران فیلم ایندیانا           | بهترین گروه بازیگران                                      | همه‌چیز همه‌جا به یکباره   | نامزدشده  | [ ۳۹ ]        |
| ۲۰۲۲ | نظرسنجی منتقدان ایندی‌وایر                   | بهترین عملکرد                                             | همه‌چیز همه‌جا به یکباره   | سوم شد    | [ ۴۰ ]        |
| ۲۰۲۲ | انجمن منتقدان فیلم لاس وگاس                 | بهترین بازیگر زن                                          | همه‌چیز همه‌جا به یکباره   | برنده     | [ ۴۱ ]        |
| ۲۰۲۲ | انجمن منتقدان فیلم لس آنجلس                 | عملکرد نقش اصلی برجسته (با دانیل ددوایلر به اشتراک گذاشت) | همه‌چیز همه‌جا به یکباره   | دوم شد    | [ ۴۲ ]        |
| ۲۰۲۲ | هیئت ملی بازبینی فیلم                       | بهترین بازیگر زن                                          | همه‌چیز همه‌جا به یکباره   | برنده     | [ ۴۳ ]        |
| ۲۰۲۲ | انجمن منتقدان فیلم نوادا                    | بهترین بازیگر زن                                          | همه‌چیز همه‌جا به یکباره   | برنده     | [ ۴۴ ]        |
| ۲۰۲۲ | منتقدان فیلم نیویورک آنلاین                 | بهترین بازیگر زن                                          | همه‌چیز همه‌جا به یکباره   | برنده     | [ ۴۵ ]        |
| ۲۰۲۲ | انجمن منتقدان فیلم کارولینای شمالی          | بهترین بازیگر زن                                          | همه‌چیز همه‌جا به یکباره   | برنده     | [ ۴۶ ]        |
| ۲۰۲۲ | انجمن منتقدان فیلم کارولینای شمالی          | بهترین گروه بازیگران                                      | همه‌چیز همه‌جا به یکباره   | برنده     | [ ۴۶ ]        |
| ۲۰۲۲ | انجمن منتقدان فیلم تگزاس شمالی              | بهترین بازیگر زن                                          | همه‌چیز همه‌جا به یکباره   | برنده     | [ ۴۷ ]        |
| ۲۰۲۲ | انجمن منتقدان فیلم تگزاس شمالی              | بهترین گروه بازیگران                                      | همه‌چیز همه‌جا به یکباره   | نامزدشده  | [ ۴۷ ]        |
| ۲۰۲۲ | انجمن آنلاین منتقدان فیلم زن                | بهترین بازیگر زن                                          | همه‌چیز همه‌جا به یکباره   | برنده     | [ ۴۸ ]        |
| ۲۰۲۲ | انجمن آنلاین منتقدان فیلم زن                | بهترین گروه بازیگران                                      | همه‌چیز همه‌جا به یکباره   | نامزدشده  | [ ۴۸ ]        |
| ۲۰۲۲ | حلقه منتقدان فینکس                          | بهترین بازیگر زن                                          | همه‌چیز همه‌جا به یکباره   | نامزدشده  | [ ۴۹ ]        |
| ۲۰۲۲ | انجمن منتقدان فیلم فینکس                    | بهترین بازیگر زن                                          | همه‌چیز همه‌جا به یکباره   | برنده     | [ ۵۰ ]        |
| ۲۰۲۲ | جوایز ساترن                                 | بهترین بازیگر نقش اول زن                                  | همه‌چیز همه‌جا به یکباره   | برنده     | [ ۵۱ ]        |
| ۲۰۲۲ | انجمن منتقدان فیلم جنوب شرقی                | بهترین بازیگر زن                                          | همه‌چیز همه‌جا به یکباره   | برنده     | [ ۵۲ ]        |
| ۲۰۲۲ | انجمن منتقدان فیلم سنت لوئیس                | بهترین بازیگر زن                                          | همه‌چیز همه‌جا به یکباره   | برنده     | [ ۵۳ ]        |
| ۲۰۲۲ | انجمن منتقدان فیلم سنت لوئیس                | بهترین گروه بازیگران                                      | همه‌چیز همه‌جا به یکباره   | نامزدشده  | [ ۵۳ ]        |
| ۲۰۲۲ | جوایز سانست سیرکل                           | بهترین بازیگر زن                                          | همه‌چیز همه‌جا به یکباره   | نامزدشده  | [ ۵۴ ]        |
| ۲۰۲۲ | انجمن منتقدان فیلم بریتانیا                 | بهترین بازیگر زن                                          | همه‌چیز همه‌جا به یکباره   | برنده     | [ ۵۵ ]        |
| ۲۰۲۲ | انجمن منتقدان فیلم یوتا                     | بهترین بازیگر زن                                          | همه‌چیز همه‌جا به یکباره   | برنده     | [ ۵۶ ]        |
| ۲۰۲۲ | انجمن منتقدان فیلم یوتا                     | بهترین گروه بازیگران                                      | همه‌چیز همه‌جا به یکباره   | برنده     | [ ۵۶ ]        |
| ۲۰۲۲ | انجمن منتقدان فیلم منطقه واشینگتن، دی.سی.   | بهترین بازیگر زن                                          | همه‌چیز همه‌جا به یکباره   | نامزدشده  | [ ۵۷ ]        |
| ۲۰۲۲ | انجمن منتقدان فیلم منطقه واشینگتن، دی.سی.   | بهترین گروه بازیگران                                      | همه‌چیز همه‌جا به یکباره   | نامزدشده  | [ ۵۷ ]        |
| ۲۰۲۲ | حلقه زنان منتقد فیلم                        | بهترین بازیگر زن                                          | همه‌چیز همه‌جا به یکباره   | برنده     | [ ۵۸ ]        |
| ۲۰۲۲ | حلقه زنان منتقد فیلم                        | بهترین زوج صحنه (با جاناتان کی کوان به اشتراک گذاشت)      | همه‌چیز همه‌جا به یکباره   | برنده     | [ ۵۸ ]        |
| ۲۰۲۳ | جوایز اکتا                                  | بهترین بازیگر زن – بین‌المللی                              | همه‌چیز همه‌جا به یکباره   | نامزدشده  | [ ۵۹ ]        |
| ۲۰۲۳ | جوایز اسکار                                 | بهترین بازیگر نقش اول زن                                  | همه‌چیز همه‌جا به یکباره   | برنده     | [ ۶۰ ]        |
| ۲۰۲۳ | جوایز فیلم‌های ای‌ای‌آرپی برای بزرگسالان       | بهترین بازیگر زن                                          | همه‌چیز همه‌جا به یکباره   | برنده     | [ ۶۱ ]        |
| ۲۰۲۳ | جوایز اتحاد زنان روزنامه‌نگار سینما          | بهترین بازیگر زن                                          | همه‌چیز همه‌جا به یکباره   | برنده     | [ ۶۲ ]        |
| ۲۰۲۳ | جوایز اتحاد زنان روزنامه‌نگار سینما          | بازیگری که از سن و سالمندی پیروی نمی‌کند                   | همه‌چیز همه‌جا به یکباره   | نامزدشده  |               |
| ۲۰۲۳ | جوایز اتحاد زنان روزنامه‌نگار سینما          | جسورانه‌ترین اجرا                                          | همه‌چیز همه‌جا به یکباره   | نامزدشده  |               |
| ۲۰۲۳ | جوایز اتحاد زنان روزنامه‌نگار سینما          | دستاورد برجسته یک زن در صنعت فیلم                         | همه‌چیز همه‌جا به یکباره   | نامزدشده  |               |
| ۲۰۲۳ | انجمن منتقدان فیلم آستین                    | بهترین بازیگر زن                                          | همه‌چیز همه‌جا به یکباره   | برنده     | [ ۶۳ ]        |
| ۲۰۲۳ | انجمن منتقدان فیلم آستین                    | بهترین گروه بازیگران                                      | همه‌چیز همه‌جا به یکباره   | برنده     | [ ۶۳ ]        |
| ۲۰۲۳ | جوایز فیلم بفتا                             | بهترین بازیگر نقش اول زن                                  | همه‌چیز همه‌جا به یکباره   | نامزدشده  | [ ۶۴ ]        |
| ۲۰۲۳ | منتقدان مستقل شیکاگو                        | بهترین بازیگر زن                                          | همه‌چیز همه‌جا به یکباره   | برنده     | [ ۶۵ ]        |
| ۲۰۲۳ | انجمن منتقدان فیلم کلمبوس                   | عملکرد نقش اصلی برجسته                                    | همه‌چیز همه‌جا به یکباره   | نامزدشده  | [ ۶۶ ]        |
| ۲۰۲۳ | انجمن منتقدان فیلم کلمبوس                   | بهترین گروه بازیگران                                      | همه‌چیز همه‌جا به یکباره   | نامزدشده  | [ ۶۶ ]        |
| ۲۰۲۳ | انجمن منتقدان فلوریدا مرکزی                 | بهترین بازیگر زن                                          | همه‌چیز همه‌جا به یکباره   | برنده     | [ ۶۷ ]        |
| ۲۰۲۳ | جوایز فیلم به انتخاب منتقدان                | بهترین بازیگر زن                                          | همه‌چیز همه‌جا به یکباره   | نامزدشده  | [ ۶۸ ]        |
| ۲۰۲۳ | جوایز سوپر انتخاب منتقدان                   | بهترین بازیگر زن در یک فیلم علمی تخیلی/فانتزی             | همه‌چیز همه‌جا به یکباره   | در انتظار | [ ۶۹ ]        |
| ۲۰۲۳ | انجمن منتقدان فیلم دنور                     | بهترین بازیگر زن                                          | همه‌چیز همه‌جا به یکباره   | برنده     | [ ۷۰ ]        |
| ۲۰۲۳ | جوایز منتقد فیلم دیسکاسین‌فیلم               | بهترین بازیگر زن                                          | همه‌چیز همه‌جا به یکباره   | برنده     | [ ۷۱ ]        |
| ۲۰۲۳ | جوایز دوریان                                | عملکرد نقش اصلی سال                                       | همه‌چیز همه‌جا به یکباره   | برنده     | [ ۷۲ ]        |
| ۲۰۲۳ | جوایز دوریان                                | جایزه وایلد آرتیست                                        | همه‌چیز همه‌جا به یکباره   | برنده     | [ ۷۲ ]        |
| ۲۰۲۳ | انجمن منتقدان فیلم جورجیا                   | بهترین بازیگر زن                                          | همه‌چیز همه‌جا به یکباره   | برنده     | [ ۷۳ ]        |
| ۲۰۲۳ | جوایز فیلم دربی طلایی                       | بهترین بازیگر زن                                          | همه‌چیز همه‌جا به یکباره   | برنده     |               |
| ۲۰۲۳ | جوایز گلدن گلوب                             | بهترین بازیگر زن – فیلم موزیکال یا کمدی                   | همه‌چیز همه‌جا به یکباره   | برنده     | [ ۷۴ ]        |
| ۲۰۲۳ | انجمن منتقدان فیلم هاوایی                   | بهترین بازیگر زن                                          | همه‌چیز همه‌جا به یکباره   | نامزدشده  | [ ۷۵ ]        |
| ۲۰۲۳ | انجمن منتقدان هالیوود                       | بهترین بازیگر زن                                          | همه‌چیز همه‌جا به یکباره   | برنده     | [ ۷۶ ]        |
| ۲۰۲۳ | جامعه منتقدان فیلم هیوستون                  | بهترین بازیگر زن                                          | همه‌چیز همه‌جا به یکباره   | نامزدشده  | [ ۷۷ ]        |
| ۲۰۲۳ | جایزه ایندیپندنت اسپیریت                    | عملکرد نقش اصلی برجسته                                    | همه‌چیز همه‌جا به یکباره   | برنده     | [ ۷۸ ]        |
| ۲۰۲۳ | انجمن منتقدان فیلم آیووا                    | بهترین بازیگر زن                                          | همه‌چیز همه‌جا به یکباره   | دوم شد    | [ ۷۹ ]        |
| ۲۰۲۳ | انجمن روزنامه‌نگاران سرگرمی لاتین            | بهترین بازیگر زن                                          | همه‌چیز همه‌جا به یکباره   | برنده     | [ ۸۰ ]        |
| ۲۰۲۳ | حلقه منتقدان فیلم لندن                      | بازیگر زن سال                                             | همه‌چیز همه‌جا به یکباره   | نامزدشده  | [ ۸۱ ]        |
| ۲۰۲۳ | اتحاد منتقدان فیلم مینه‌سوتا                 | بهترین بازیگر زن                                          | همه‌چیز همه‌جا به یکباره   | دوم شد    | [ ۸۲ ]        |
| ۲۰۲۳ | انجمن منتقدان فیلم شهر موسیقی               | بهترین بازیگر زن                                          | همه‌چیز همه‌جا به یکباره   | برنده     | [ ۸۳ ]        |
| ۲۰۲۳ | انجمن منتقدان فیلم شهر موسیقی               | بهترین گروه بازیگران                                      | همه‌چیز همه‌جا به یکباره   | نامزدشده  | [ ۸۳ ]        |
| ۲۰۲۳ | انجمن ملی منتقدان فیلم                      | بهترین بازیگر زن                                          | همه‌چیز همه‌جا به یکباره   | دوم شد    | [ ۸۴ ]        |
| ۲۰۲۳ | انجمن فیلم داکوتای شمالی                    | بهترین بازیگر زن                                          | همه‌چیز همه‌جا به یکباره   | نامزدشده  | [ ۸۵ ]        |
| ۲۰۲۳ | حلقه منتقدان فیلم اوکلاهما                  | بهترین بازیگر زن                                          | همه‌چیز همه‌جا به یکباره   | دوم شد    | [ ۸۶ ]        |
| ۲۰۲۳ | جامعه آنلاین منتقدان فیلم                   | بهترین بازیگر زن                                          | همه‌چیز همه‌جا به یکباره   | برنده     | [ ۸۷ ]        |
| ۲۰۲۳ | انجمن منتقدان پورتلند                       | بهترین بازیگر زن                                          | همه‌چیز همه‌جا به یکباره   | برنده     | [ ۸۸ ]        |
| ۲۰۲۳ | انجمن منتقدان فیلم سن دیگو                  | بهترین بازیگر زن                                          | همه‌چیز همه‌جا به یکباره   | نامزدشده  | [ ۸۹ ]        |
| ۲۰۲۳ | انجمن منتقدان فیلم سن دیگو                  | بهترین گروه بازیگران                                      | همه‌چیز همه‌جا به یکباره   | برنده     | [ ۸۹ ]        |
| ۲۰۲۳ | حلقه منتقدان فیلم سان‌فرانسیسکو              | بهترین بازیگر زن                                          | همه‌چیز همه‌جا به یکباره   | نامزدشده  | [ ۹۰ ]        |
| ۲۰۲۳ | جایزه ستلایت                                | بهترین بازیگر زن در یک فیلم سینمایی – کمدی یا موزیکال     | همه‌چیز همه‌جا به یکباره   | برنده     | [ ۹۱ ]        |
| ۲۰۲۳ | جایزه انجمن بازیگران فیلم                   | بهترین بازیگر نقش اول زن                                  | همه‌چیز همه‌جا به یکباره   | برنده     | [ ۹۲ ]        |
| ۲۰۲۳ | جایزه انجمن بازیگران فیلم                   | گروه بازیگران برجسته در یک فیلم سینمایی                   | همه‌چیز همه‌جا به یکباره   | برنده     | [ ۹۲ ]        |
| ۲۰۲۳ | انجمن منتقدان فیلم سیاتل                    | بهترین بازیگر زن                                          | همه‌چیز همه‌جا به یکباره   | نامزدشده  | [ ۹۳ ]        |
| ۲۰۲۳ | انجمن منتقدان فیلم تورنتو                   | بهترین بازیگر زن                                          | همه‌چیز همه‌جا به یکباره   | دوم شد    | [ ۹۴ ]        |
| ۲۰۲۳ | حلقه منتقدان فیلم ونکوور                    | بهترین بازیگر زن                                          | همه‌چیز همه‌جا به یکباره   | برنده     | [ ۹۵ ]        |